# Tras el incierto horizonte
Tras el incierto horizonte —originalmente en inglés: Beyond the blue event horizon— es una novela de ciencia ficción escrita por Frederik Pohl y publicada en 1980. Es la segunda novela de la saga de los Heechee, una continuación directa a la aclamada Pórtico.
La historia narra cómo tras la misión en Pórtico que le hizo millonario pero que le costó la vida a la mujer que amaba, Robinette Broadhead colabora con una expedición a un artefacto Heechee abandonado en la nube de Oort.